# Louis Engel
Pour les articles homonymes, voir Engel.
Louis Engel, né le 28 décembre 1885 à Saint-Denis (Seine) et mort le 3 octobre 1960 à Brunoy (Seine-et-Oise), est un coureur cycliste français. En 1912, au sein de l'équipe Aiglon-Dunlop, il termine quinzième du Tour de France. La même année, il est deuxième du championnat de France de cyclisme sur route. Son frère Émile a également été cycliste professionnel.

## Palmarès
- 1908[2]
  - Grand Prix de Clichy
  - Reims-Nancy
  - 2e du Challenge Ritter
  - 2e du championnat de France sur route amateurs
- 1909[2]
  - 1re étape de Paris-Saint-Quentin-Bruxelles
  - Paris-Château-Thierry
  - 2e de Paris-Chartres
  - 3e de Paris-Saint-Quentin-Bruxelles
- 1910[2]
  - Paris-Château-Thierry
  - Paris-Chartres
  - 10e étape du Tour de France des indépendants
  - 2e du Grand Prix d'Ézy
  - 3e d'Amboise-Chartres
  - 3e de Paris-Sens
- 1911[2]
  - Paris-Fontainebleau
  - 12e étape du Circuit Français Peugeot
  - 3e de Paris-Toulouse
  - 3e de Paris-Calais
  - 3e de Paris-Cabourg
- 1912
  - 2e du championnat de France sur route
  - 10e de Paris-Tours
- 1920
  - Marseille-Lyon
  - 1re étape de Saint-Sébastien-Madrid
  - 2e de Brest-Rennes-Brest
  - 3e de Saint-Sébastien-Madrid

## Résultats sur le Tour de France
2 participations
- 1912 : 15e
- 1914 : 42e